# Phi2 Hydrae
Título a ser usado para criar uma ligação interna é Phi2 Hydrae.
Phi2 Hydrae (Hydrae) é uma estrela na direção da constelação de Hydra. Possui uma ascensão reta de 10h 36m 16.68s e uma declinação de −16° 20′ 39.6″. Sua magnitude aparente é igual a 6.01. Considerando sua distância de 967 anos-luz em relação à Terra, sua magnitude absoluta é igual a −1.35. Pertence à classe espectral M1III.